# Мірошниченко Артем Володимирович
Арте́м Володи́мирович Мірошниче́нко (* 9 листопада 1978) — український футболіст, колишній півзахисник київської «Оболоні».

## Кар'єра
Футбольну кар'єру розпочав восени 1998 року у команді «Оболонь-ППО-2», яка на той момент мала аматорський статус та грала у змаганнях під егідою ААФУ. В сезоні 1999—2000 дебютував на професійному рівні в іграх другої ліги чемпіонату України, в якій розпочала виступати «Оболонь-2». Продовжував грати у другій лізі: в сезоні 2000-01 за основну команду «Оболоні», яка понизилася у класі до цього дивізіону, а в сезоні 2001-02 — знову за «Оболонь-2».
Згодом грав на аматорському рівні, зокрема змагався в турнірах ААФУ у складі команд «Європа» (Прилуки) та київської «Металіст-УГМК». На професійний рівень повернувся восени 2005 року, приєднавшись до друголігової команди «Єдність» з Плисок. У цій команді почав регулярно потрапляти до основного складу та відзначатися забитими голами, в сезоні 2006-07 став одним з найкращих бомбардирів другої ліги чемпіонату України (15 голів у 28 матчах).
Влітку 2007 року повернувся до свого першого професійного клубу — київської «Оболоні», разом з якою за два роки виборов право виступати у Прем'єр-лізі українського чемпіонату. В елітному дивізіоні українського футболу дебютував у 30-річному віці, вийшовши 26 липня 2009 року на заміну у грі «Оболоні» проти луганської «Зорі» (перемога 3:0). Здебільшого використовується як резервний гравець, виходячи на поле на заміну.